# Lijst van voetbalinterlands Algerije - Duitsland
Deze lijst van voetbalinterlands is een overzicht van alle officiële voetbalwedstrijden tussen de nationale teams van Algerije en (West-)Duitsland. De landen hebben tot op heden drie keer tegen elkaar gespeeld. De eerste wedstrijd was een vriendschappelijke ontmoeting op 1 januari 1964 in Algiers. Het laatste duel was een achtste finale tijdens het Wereldkampioenschap voetbal 2014 en werd gespeeld in Porto Alegre (Brazilië) op 30 juni 2014.

## Wedstrijden
| № | Plaats       | Datum          | Competitie        | Wedstrijd                 | Uitslag |
| - | ------------ | -------------- | ----------------- | ------------------------- | ------- |
| 1 | Algiers      | 1 januari 1964 | Vriendschappelijk | Algerije − West-Duitsland | 2 − 0   |
| 2 | Gijón        | 16 juni 1982   | WK 1982           | West-Duitsland − Algerije | 1 − 2   |
| 3 | Porto Alegre | 30 juni 2014   | WK 2014           | Duitsland − Algerije      | 2 − 1   |

## Samenvatting
| Competitie        | Totaal gespeeld | Winst Algerije | Gelijk | Winst Duitsland | Doelsaldo Algerije – Duitsland |
| ----------------- | --------------- | -------------- | ------ | --------------- | ------------------------------ |
| WK-eindronde      | 2               | 1              | 0      | 1               | 3 − 3                          |
| Vriendschappelijk | 1               | 1              | 0      | 0               | 2 − 0                          |
| Totaal            | 3               | 2              | 0      | 1               | 5 – 3                          |

Wedstrijden bepaald door strafschoppen worden, in lijn met de FIFA, als een gelijkspel gerekend.

## Details

### Tweede ontmoeting
| WK-eindronde (Gijón, Spanje, 16 juni 1982): |                | |
| West-Duitsland | 1 – 2          | Algerije |
| Karl-Heinz Rummenigge 67' | goals          | 54' Rabah Madjer 69' Lakhdar Belloumi |
| Jupp Derwall | bondscoach(es) | Mahieddine Khalef en Rachid Mekhloufi |
| Toni Schumacher Manfred Kaltz Karlheinz Förster Uli Stielike Hans-Peter Briegel Wolfgang Dremmler Paul Breitner Felix Magath 82' Pierre Littbarski Horst Hrubesch Karl-Heinz Rummenigge | opstellingen   | Mehdi Cerbah Chaabane Merzekane Mahmoud Guendouz Nourredine Kourichi Mustapha Dahleb Faouzi Mansouri Ali Fergani Lakhdar Belloumi 88' Rabah Madjer 63' Djamel Zidane Salah Assad |
| Klaus Fischer 82' | wissels        | 63' Tedj Bensaoula 88' Salah Larbes |
| Horst Hrubesch 57' | gele kaarten   | 83' Rabah Madjer |

### Derde ontmoeting
| WK-eindronde (Porto Alegre, Brazilië, 30 juni 2014): |                 | |
| Duitsland | 2 – 1           | Algerije |
| André Schürrle 92' (e.t.) Mesut Özil 120' (e.t.) | goals (assists) | 120+1' (e.t.) Abdelmoumene Djabou |
| Joachim Löw | bondscoach      | Vahid Halilhodžić |
| Manuel Neuer Benedikt Höwedes Philipp Lahm Per Mertesacker Jérôme Boateng Shkodran Mustafi 70' Bastian Schweinsteiger 109' Mesut Özil Thomas Müller Toni Kroos Mario Götze 45' | opstellingen    | Raïs M'Bolhi Faouzi Ghoulam Essaïd Belkalem 97' Rafik Halliche Aïssa Mandi Medhi Lacen Sofiane Feghouli 78' Saphir Taïder Mehdi Mostefa Islam Slimani 100' El Arbi Hillel Soudani |
| André Schürrle 45' Sami Khedira 70' Christoph Kramer 109' | wissels         | 78' Yacine Brahimi 97' Madjid Bougherra 100' Abdelmoumene Djabou |
| Philipp Lahm 107' | gele kaarten    | 42' Rafik Halliche |